# الأمس والغد (رواية)
الأمس والغد (بالفرنسية: Hier et demain)‏، (بالإنجليزية: Yesterday and Tomorrow)‏ مجموعة من القصص القصيرة من تأليف الروائي جول فيرن صدرت عام 1910.

## ملخص
- مغامرات عائلة الجرذ
- السيد ريديز والآنسة ميل ميبيمو
- مصير جان مورريناس
- الخدعة
- يوم صحفي أمريكي في 2889
- آدم الخالد